# Татарско-Пишлинское сельское поселение
Татарско-Пишлинское се́льское поселе́ние — муниципальное образование в Рузаевском районе Мордовии Российской Федерации.
Административный центр — село Татарская Пишля.

## История
Статус и границы сельского поселения установлены Законом Республики Мордовия от 7 февраля 2005 года № 14-З «Об установлении границ муниципальных образований Рузаевского муниципального района, Рузаевского муниципального района и наделении их статусом сельского поселения, городского поселения и муниципального района».

## Население
| 2002  | 2010  | 2012  | 2013  | 2014  | 2015  | 2016  |
| ----- | ----- | ----- | ----- | ----- | ----- | ----- |
| 3226  | ↗3271 | ↘3262 | →3262 | ↗3314 | ↗3350 | ↗3355 |
| 2017  | 2018  | 2019  | 2020  | 2021  |       |       |
| ↘3351 | ↘3288 | ↘3216 | ↘3147 | ↗3326 |       |       |

## Состав сельского поселения
| № | Населённый пункт | Тип населённого пункта       | Население |
| - | ---------------- | ---------------------------- | --------- |
| 1 | Боголюбовка      | деревня                      | →0        |
| 2 | Татарская Пишля  | село, административный центр | ↗3326     |